# Jean Le Blond (hockey sur glace)
Pour les articles homonymes, voir Jean Le Blond et Le Blond.
Jean Le Blond est un ancien attaquant français de hockey sur glace né le 15 avril 1956.
Il fut capitaine de l'équipe de France de 1981 à 1983.
Avec la sélection tricolore, il participa aux championnats du monde 1978, 1979 (médaille de bronze), 1981, 1982 & 1983.
Il joua pendant de nombreuses années pour le club du CSG Grenoble (aujourd'hui Brûleurs de Loups). Son numéro est d'ailleurs retiré.

## Annexe